# Butler (Ohio)
Butler és una població dels Estats Units a l'estat d'Ohio. Segons el cens del 2000 tenia 921 habitants.

## Demografia
Segons el cens del 2000, Butler tenia 921 habitants, 359 habitatges, i 268 famílies. La densitat de població era de 329,3 habitants per km².
Dels 359 habitatges en un 35,4% hi vivien nens de menys de 18 anys, en un 58,8% hi vivien parelles casades, en un 10,6% dones solteres, i en un 25,3% no eren unitats familiars. En el 22,6% dels habitatges hi vivien persones soles el 8,9% de les quals corresponia a persones de 65 anys o més que vivien soles. El nombre mitjà de persones vivint en cada habitatge era de 2,57 i el nombre mitjà de persones que vivien en cada família era de 2,99.
Per edats la població es repartia de la següent manera: un 26,5% tenia menys de 18 anys, un 8,7% entre 18 i 24, un 27,9% entre 25 i 44, un 24,2% de 45 a 60 i un 12,7% 65 anys o més.
L'edat mediana era de 36 anys. Per cada 100 dones de 18 o més anys hi havia 102,1 homes.
La renda mediana per habitatge era de 39.886 $ i la renda mediana per família de 45.179 $. Els homes tenien una renda mediana de 37.417 $ mentre que les dones 20.750 $. La renda per capita de la població era de 18.380 $. Aproximadament el 2,6% de les famílies i el 4,9% de la població estaven per davall del llindar de pobresa.

## Poblacions més properes
El següent diagrama mostra les poblacions més properes.